# بلوفديف

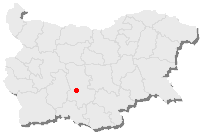
موقع بلوفديف

فِيلِبّة (بالبلغارية: Пловдив - بلوفديف) هي ثاني أكبر مدن بلغاريا بعد العاصمة صوفيا، حيث بلغ عدد سكانها 341873 نسمة في عام 2005. وهي أيضاً أهم وأكبر مدن منطقة تراقيا التاريخية. تقع المدينة في محافظة فيلبي جنوب البلاد، وتعرف بالثقافة القديمة والمتنوعة وبالتاريخ الكبير. معظم سكان المدينة من أصول بلغارية، إلا أنه يوجد بها نسبة من الغجر.
فيلبي هي من أقدم مدن قارة أوروپا. عُرفت في اللغة التراقية قديماً باسم "Evmolpia"، وفتحها فيلبس الثاني المقدوني والد الإسكندر الأكبر عام 342 قبل الميلاد، ثم غير اسمها إلى «فيلبّوبوليس» (باليونانية: Φιλιππόπολις) أي «مدينة فِيلِبُّس». بعد ذلك حررها وحكمها التراقيون وسموها "Pulpudeva"، حتى ضمت إلى الإمبراطورية الرومانية حينما سميت باسم "Trimontium" أي «مدينة الثلاث تلال» وتحولت إلى عاصمة منطقة تراقيا. يمكن مشاهدة الكثير من الآثار الرومانية في المدينة قائمة حتى الآن. ثم احتلها السلاف في القرن 6، ثم البلغاريون في عام 815م. استخدم الاسم «بلوفديف» الحالي لأول مرة في القرن 15.

## التاريخ
فتحها العثمانيون عام 1364م، وكانت مركزاً للحركة القومية البلغارية، وازدهرت وبُني بها أول دار للطباعة للغة البلغارية في المدينة خلال عهد العثمانيين.
بعد خروج العثمانيين منها عام 1878م، لم تكن ضمن إمارة بلغاريا الجديدة، بل كانت عاصمة منطقة الروملي الشرقية شبه المستقلة السابقة، وظلت كذلك حتى توحدت الروملي الشرقية مع بلغاريا في عام 1885م.
وقعت المدينة تحت الحكم الشيوعي بعد نهاية الحرب العالمية الثانية، وكانت مركزاً للحركة الديمقراطية بالنسبة للبلاد حتى أطيح بالحكم السوفييتي عام 1989م.

## الاقتصاد
تقع مدينة فيلبه في وسط منطقة ذات أهمية زراعية كبيرة، ويُعدّ إنتاج الأطعمة أهم الصناعات بها.

## معرض الصور

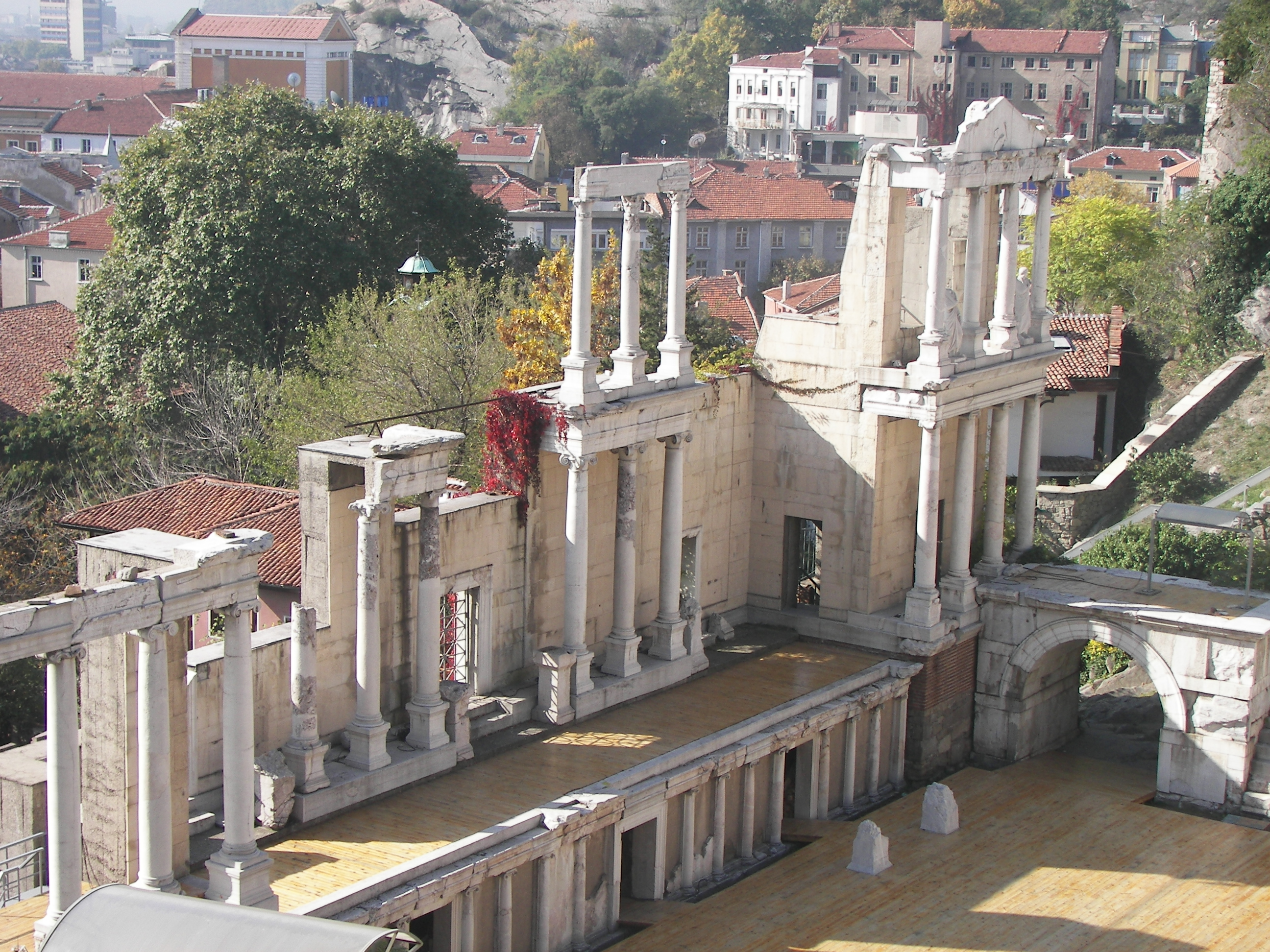
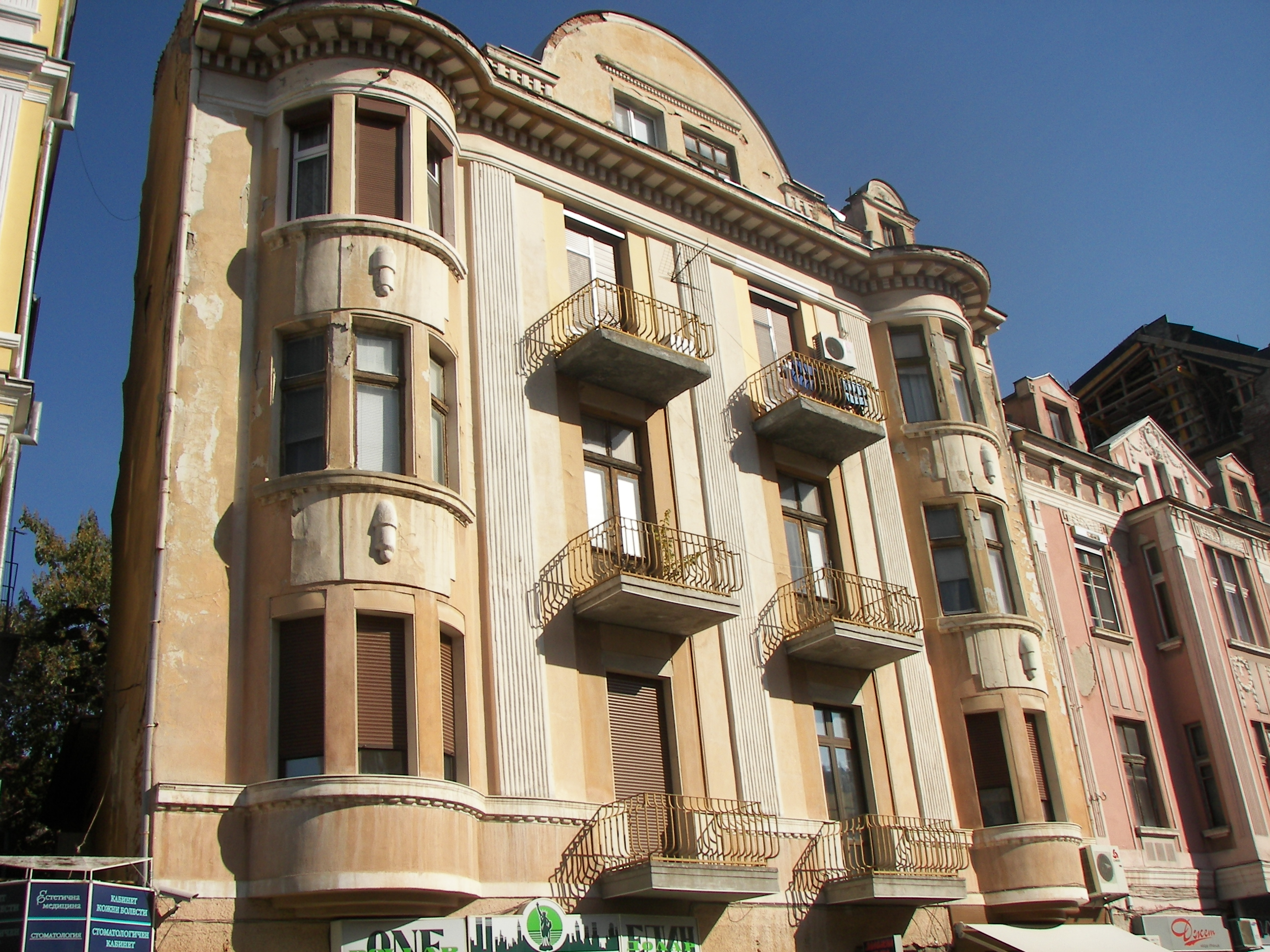
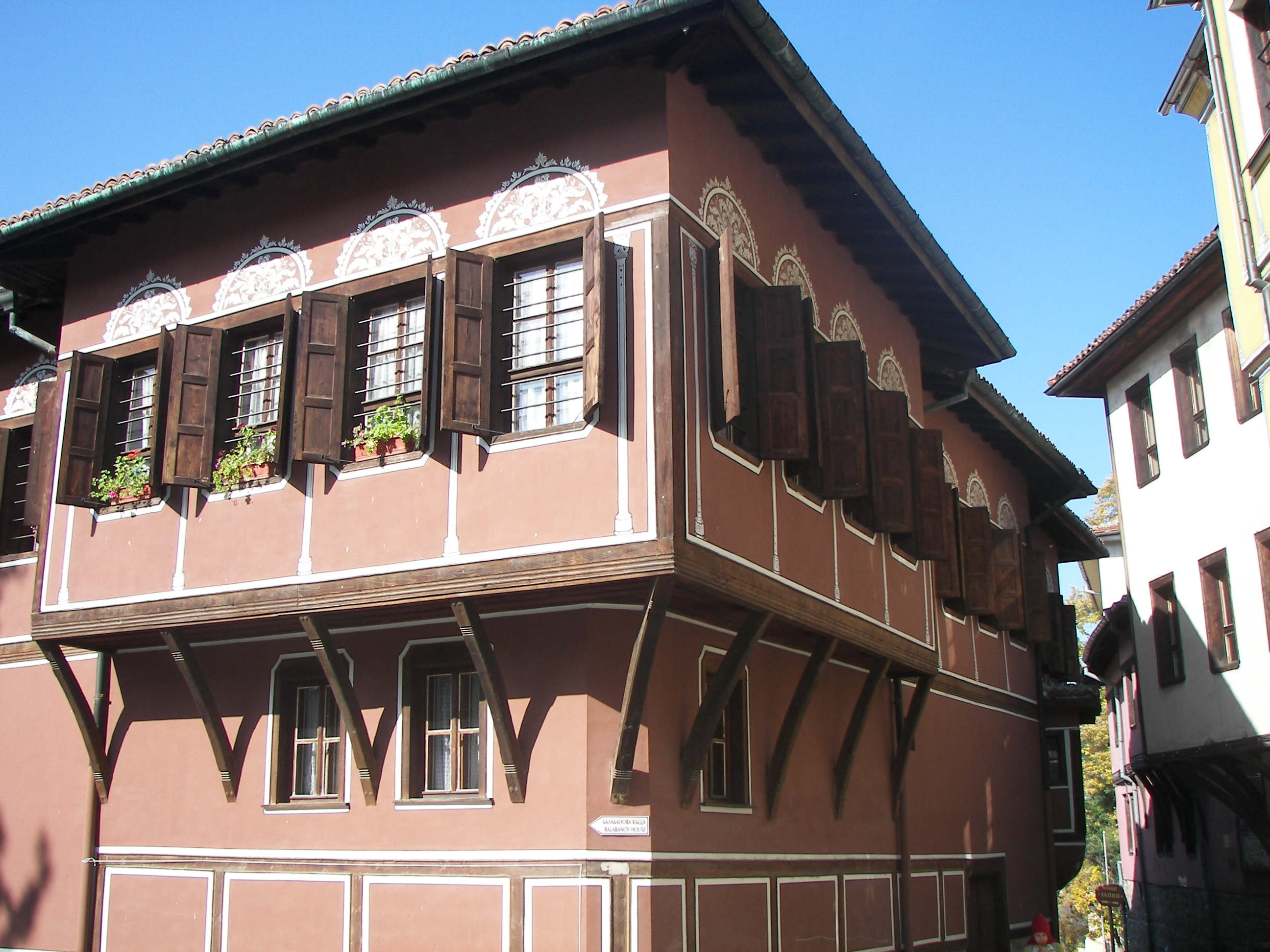
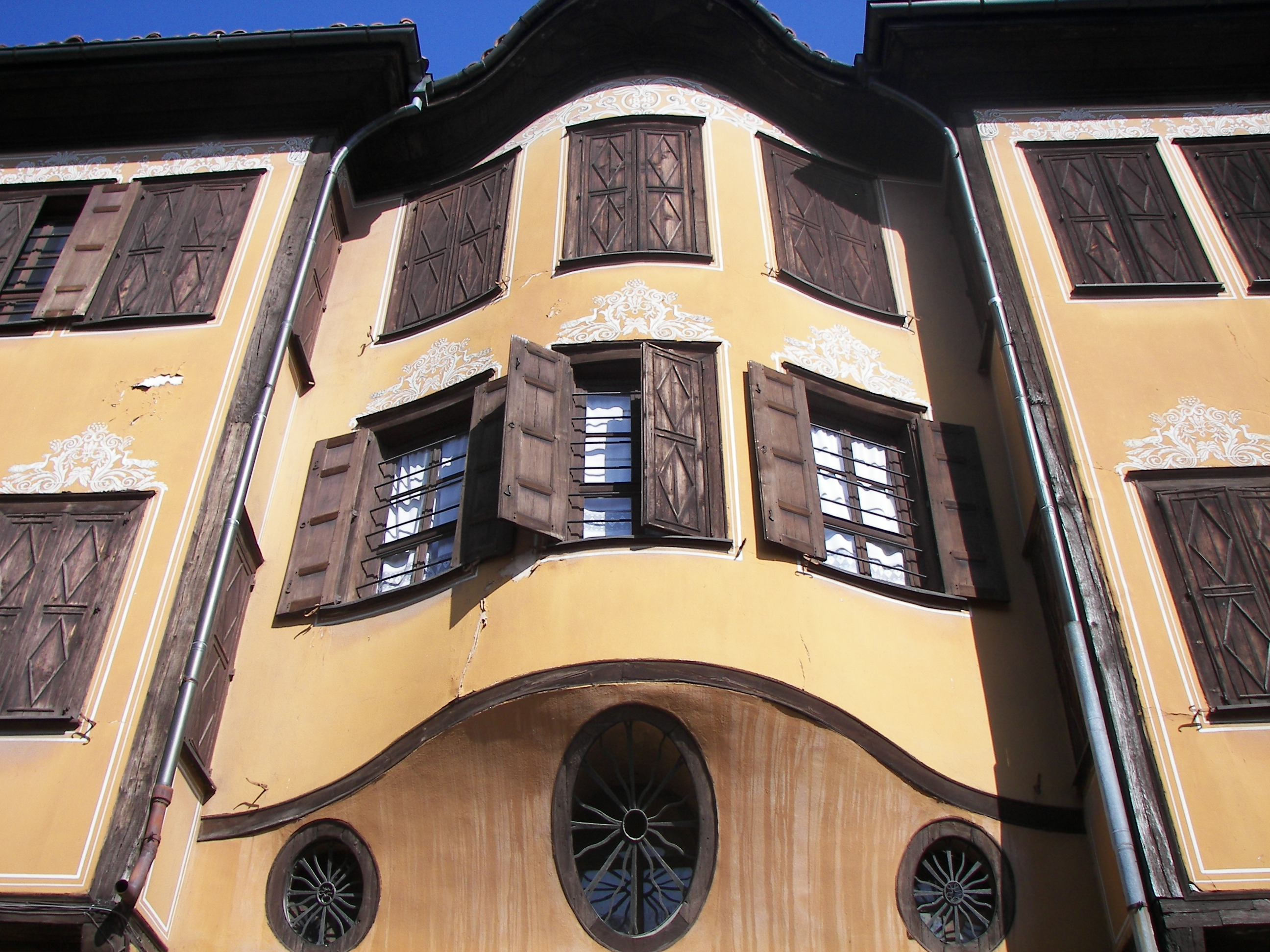